# Arturo Michelini
Arturo Michelini (Florence, 17 februari 1909 – Rome, 15 juni 1969) was een Italiaans neofascistisch politicus. 

## Loopbaan
Tijdens de Spaanse Burgeroorlog (1936-1939) vocht hij als vrijwilliger aan de zijde van nationalisten van generaal Francisco Franco. Daarna was hij enige tijd vicesecretaris van de Nationale Fascistische Partij van Mussolini. Na de Tweede Wereldoorlog werd hij een van de leidinggevenden van de neofascistische Movimento Sociale Italiano (MSI). Michelini behoorde duidelijk tot de gematigden binnen de partij die naar een coalitie met de monarchisten en de Democrazia Cristiana (Christendemocraten) streefde, iets wat partijsecretaris Giorgio Almirante afwees.
In 1950 werd Michelini secretaris van de MSI en in 1954 nationaal secretaris en daarmee de opvolger van Almirante. Michelini drong aan op een revisie van het partijprogramma en hij streefde naar een brede rechtse coalitie. Dit stuitte op verzet van de radicale vleugel binnen de MSI van Almirante, die zich met name keerde tegen de samenwerking met partijen die het kapitalisme als economisch systeem accepteerden (de liberale partij, een deel van de christendemocraten en de nationaal-monarchistische partij).
De MSI begon haar steun te verlenen aan de door de christendemocraten gedomineerde centrumrechtse kabinetten, maar nadat deze partij vanaf het einde van de jaren '60 van de 20e eeuw vooral coalities vormde met socialistische en liberale partijen, trok de MSI haar steun aan de kabinetten in, waardoor de partij in een isolement raakte.
Arturo Michelini overleed in 1969 aan de gevolgen van een hersentumor, waarna Giorgio Almirante opnieuw nationaal secretaris werd.